# Arrondissement d'Allenstein
1818–1945
Entités précédentes :
- Royaume de Prusse

Entités suivantes :
- Pologne

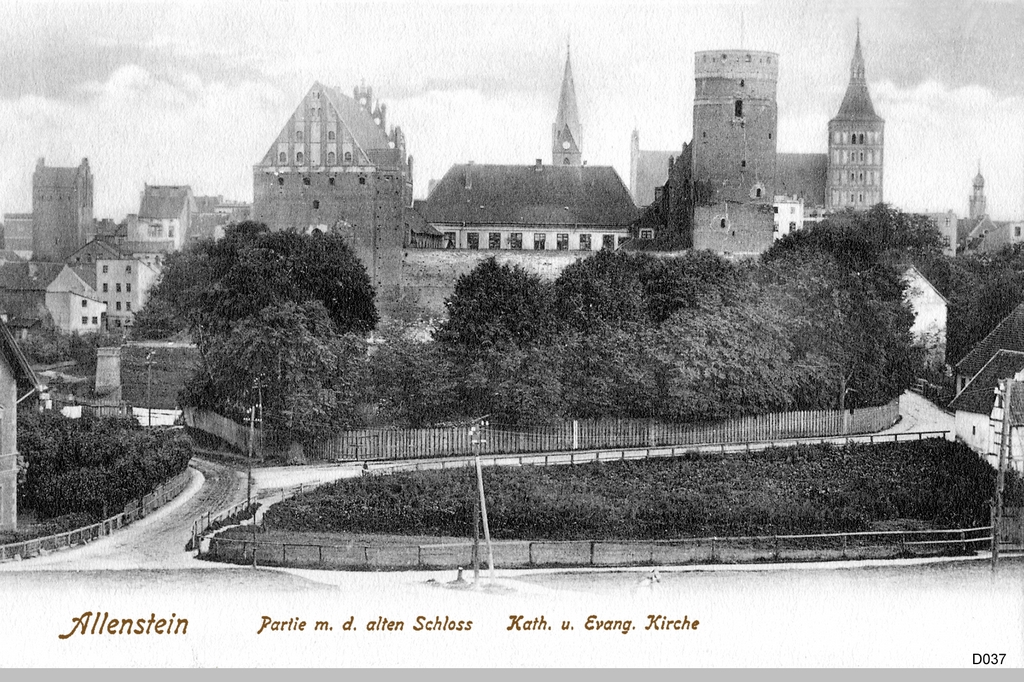
Vue d'Allenstein au début du XXe siècle

L'arrondissement d'Allenstein (Landkreis Allenstein) était une entité territoriale administrative de la province de Prusse-Orientale qui exista de 1818 à 1945. Cet arrondissement rural faisait partie du district de Königsberg jusqu'en 1905, puis du district d'Allenstein, formé des arrondissements du sud de la province. Son chef-lieu était la ville d'Allenstein, aujourd'hui Olsztyn, en Pologne, puis la ville forma une entité autonome comme ville-arrondissement.

## Géographie et démographie
L'arrondissement se situait au sud-ouest de l'Ermeland (Ermland en allemand/Warmia en polonais) et était bordé au sud et à l'ouest par la Mazurie. Sa population était de 57 919 habitants au recensement de 1910, et de 33 077 pour la ville d'Allenstein. Cet arrondissement avait la particularité d'être en majorité catholique (92,3 %) pour ses populations de souche polonaise, mais aussi pour une partie de sa population allemande demeurée catholique, contrairement aux Prussiens plus au nord qui adoptèrent la Réforme protestante au XVIe siècle. Cette particularité s'explique par la politique religieuse de l'ancien Évêché d'Ermeland, une entité politique jusqu'en 1772, qui embrassa la contre-réforme catholique à l'époque de la Prusse royale. 
Le dialecte varmien, variante du polonais, était encore parlé par 47 % de sa population en 1900.
63,7 % de ses habitants étaient paysans au début du XXe siècle.

## Administrateurs de l'arrondissement
- 1818–000000Friedrich Erdmann von Pastau
- 1824–000000von Knoblauch
- 18310000000von Surkow
- 1832–184100von Tucholka (de)
- 18410000000Moritz von Lavergne-Peguilhen
- 1841–186100Friedrich Wilhelm Martens (de)
- 1861–187100Otto Gisevius (de)
- 1872–187700Ernst von den Brincken (de)
- 1878–189900Wilhelm Eduard August Kleemann
- 1899–190600Felix Krahmer (de)
- 1907–191500Walter Pauly (de)
- 1915–191700von Baumbach
- 1917–192000Otto Dilthey (de)
- 1919–192600Georg von Brühl
- 1926–193300John Menger (de)
- 1935–193800Geßner
- 19380000000Franke
- 1939–000000Heinrich von Bünau (de)

## Élections
Sous l'Empire allemand, l'arrondissement d'Allenstein formait avec l'arrondissement de Rößel (de) la 9e circonscription électorale de Königsberg. Cette circonscription électorale fortement marquée par le catholicisme est remportée par des candidats du Zentrum lors de presque toutes les élections au Reichstag entre 1871 et 1912. Ce n'est que lors des élections au Reichstag de 1893 qu'un représentant du parti polonais, Anton von Wolszlegier, a pu remporter le mandat.

## Personnalités liées à l'arrondissement
- Franz Hipler (de) (1836-1898), théologien
- Hugo Haase (1863-1919), homme politique né à Allenstein.
- Erich Mendelsohn (1887-1953), architecte né à Allenstein.
- Emil Stürtz (1892-1945), haut président de la province de Brandebourg de 1936 à 1945